# إديث روزفلت
إديث روزفلت (بالإنجليزية: Edith Roosvelt) ولدت في ( 6 أغسطس 1861م - وتوفيت في 30 سبتمبر 1948م )، زوجة رئيس الولايات المتحدة السادس والعشرين ثيودور روزفلت، والسيدة أولى للولايات المتحدة الأمريكية من 1901 حتى 1909.
كانت إديث كيرميت روزفلت (العائلة قبل الزواج: كارو) (6 أغسطس 1861-30 سبتمبر 1948) الزوجة الثانية للرئيس ثيودور روزفلت، والسيدة الأولى للولايات المتحدة منذ عام 1901 حتى عام 1909، وكانت أيضًا السيدة الثانية للولايات المتحدة في عام 1901. كانت روزفلت أول سيدة أولى توظف سكرتيرة اجتماعية بدوام كامل وبراتب. أدى دورها كسيدة أولى إلى إنشاء طاقم رسمي، وأثر إحياؤها لجلسات العشاء الرسمية ومواكبها الاحتفالية في رفع منصب السيدة الأولى.

## حياة مبكرة
ولدت إديث في 6 أغسطس 1861 في نورويتش بكونيتيكت، لوالدها التاجر تشارلز كارو (1825-1883) ووالدتها غيرترود إليزابيث تايلر (1895-1836). كان جدها دانيال تايلر (1882-1799) جنرالًا في الاتحاد في الحرب الأهلية الأمريكية.
كان لدى إديث شقيقة صغرى تُدعى إميلي تايلر كارو (1939-1865)، وشقيق يُدعى كيرميت (فبراير 1860-أغسطس 1860) توفي قبل ولادتها بسنة واحدة. كان اسم كيرميت، الاسم الأول لأخيها واسمها الأوسط، لقب عم الأب روبرت كيرميت. عُرِفت إديث خلال طفولتها باسم «إيدي».
نشأت إديث في براونستون في ميدان الاتحاد في مدينة نيويورك. عاش في البيت المجاور ثيودور «تيدي» روزفلت (1919-1858). كانت إديث الصديقة المقربة لأخت ثيودور الصغرى كورين (1861-1933).
تلقى كل من إديث وكورين وثيودور وإليوت (شقيق ثيودور الأصغر) مراحلهم الأولى من التعليم معًا في منزل عائلة روزفلت في شارع 28 شرق الشارع 20. التحقت إديث بعد ذلك بمدرسة الآنسة كومستوك النهائية.
عاش إديث وثيودور قصة حب في سن المراهقة، ولكنها تلاشت عندما ذهب ثيودور إلى جامعة هارفرد حيث التقى بأليس لي وتزوجا في عام 1880، وحضرت إديث حفل الزفاف.

## سيدة نيويورك الأولى
استمتعت إديث روزفلت بكونها السيدة الأولى لنيويورك. عملت على تجديد قصر الرئيس، وانضمت إلى نادي نسائي محلي، واستمرت في المساعدة في مراسلات زوجها. بدأت السيدة الأولى للدولة عادةً جديدة في البيت الأبيض، فبدأت بحمل باقة من الزهور في كل يد. وجدت إديث أن مصافحة شخص غريب مألوفة للغاية وفضلت أن تحني رأسها في التحية. عادت إديث إلى واشنطن عندما فاز روزفلت بمنصب نائب الرئيس في عام 1900.

## تجديد البيت الأبيض
وظفت إديث شركة ماكيم، ميد آند وايت المعمارية في عام 1902 لفصل أماكن المعيشة عن المكاتب، ولتوسيع وتحديث الغرف العامة، وإعادة تصميم المناظر الطبيعية، وإعادة تزيين المناطق الداخلية. وافق الكونغرس على أكثر من نصف مليون دولار للتجديد. ضم الجناح الغربي الجديد المكاتب، واستقبل الجناح الشرقي عائلة الرئيس وضيوفه. جُدِّدت السباكة والإنارة والتدفئة. وضعت إديث مكتبها بجوار مكتب زوجها حتى يتمكنا من التشاور بشكل متكرر.
كونت إديث نظرة تاريخية عن البيت الأبيض، وأعادت تزيين الغرفة الخضراء والغرفة الزرقاء والغرفة الشرقية بتحف قديمة. كانت الشركة ستزيل معظم الأثاث الموجود لو لم تتدخل إديث، فاحتُفِظ بالأثاث الفيكتوري الموجود حاليًا في غرفة نوم لينكولن.
تطلبت غرفة الطعام الأكبر حجمًا مزيدًا من البورسلان، فطلبت إديث خدمة شركة ويدجوود للبورسلان مع وضع الختم العظيم للولايات المتحدة على صحون 120 شخص. عزز الاهتمام بالبورسلان الخاص بها فضولها حول الخدمات التي قدمتها السيدات الأوائل السابقات. أكملت إديث جدول محتويات البيت الأبيض من البورسلان الذي بدأته كارولين سكوت هاريسون. أضافت إلى المجموعة عن طريق شراء الأشياء المفقودة من متاجر التحف، فكانت هناك قطع من 25 بلد بحلول الوقت الذي غادرت فيه البيت الأبيض، وعرضتها في الطابق الأرضي من البيت الأبيض. ما تزال مجموعة البورسلان التي عرضتها إديث روزفلت لأول مرة معروضة حتى اليوم.
عرضت إديث صورًا للسيدات الأوائل السابقات في الغرفة المقابلة لغرفة البورسلان، إذ حققت الصور المبعثرة سابقًا نجاحًا كبيرًا مع الجمهور، وتمكن ضيوف البيت الأبيض حينها من مشاهدة قطع البورسلان التاريخية والصور أثناء انتظارهم لدخول حفلات الاستقبال.
دعت إديث بستاني البيت الأبيض السابق هنري فيستر لمساعدتها في تصميم حديقة استعمارية على الجانب الغربي من البيت الأبيض. بُنيت حديقة مماثلة أيضًا على الجانب الشرقي من البيت الأبيض.
كُشِف عن تجديدات البيت الأبيض للجمهور خلال حفل استقبال يوم رأس السنة الميلادية في عام 1903. عُرِف البيت الأبيض بهذا الاسم خلال فترة ولاية إيديث كسيدة أولى، إذ كان يُعرف سابقًا باسم القصر التنفيذي.

## علاقتها بأطفالها
كانت إديث أمًا مخلصة، فكانت تقضي عدة ساعات في اليوم مع أطفالها وتقرأ لهم يوميًا. لعبت هي وزوجها دورًا نشطًا في تعليم أبنائهم وكانوا على تواصل دائم مع معلميهم.
أرادت إديث المزيد من الأطفال حتى بعد ولادة طفلها الخامس، كوينتين، وأجهضت مرتين خلال ولايتها كسيدة أولى. ربطتها علاقة معقدة مع ابنة زوجها أليس. أعربت أليس عن إعجابها بروح الدعابة الذي تتمتع به زوجة أبيها بعد سنوات، وذكرت أنها تشاركها في نفس الذوق الأدبي. كتبت أليس عن إديث في سيرتها الذاتية «الساعات المزدحمة»: «كانت حقيقة إنني تلك الطفلة من زواج آخر أمرًا بسيطًا وضعني في موقف يجب التأقلم معه؛ وتعاملت أمي معه بنزاهة وسحر وذكاء تجسدوا فيها بشكل أكبر من أي شخص آخر أعرفه».

## وجهات النظر حول العرق
دعا الرئيس روزفلت المربي الأمريكي الأفريقي بوكر تي. واشنطن لتناول العشاء مع أسرته في البيت الأبيض في 16 أكتوبر 1901. دعا العديد من الرؤساء الآخرين الأمريكيين الأفارقة إلى اجتماعات في البيت الأبيض سابقًا، ولكن ليس للعشاء. أحدثت أخبار العشاء بين عبد سابق ورئيس الولايات المتحدة ضجة كبيرة على المستوى الوطني. أصبحت الزيارة موضوع المقالات التحريضية والرسوم المتحركة، وغيرت الحديث الوطني حول العرق في ذلك الوقت. حاول بعض الجمهوريين تحويل العشاء إلى غداء، وقالت ديبورا ديفيس في برنامج على الإذاعة الوطنية العامة: «جاعوا، فطلبوا طبقًا لم يكن فيه إلا شطيرة واحدة أثناء انتهائهم منه، فبدا ذلك أن تلك الوجبة كانت شهية أكثر في الجنوب». استمرت قصة الغداء لعقود حتى سأل صحفي من صحيفة أفرو-أمريكان في بالتيمور إديث روزفلت في ثلاثينيات القرن العشرين عما إذا كان الموعد على الغداء أو العشاء. راجعت إديث تقويمها الزمني، وأكدت أنه كان عشاءً.
وُصِفت إحدى ردات الفعل على ذلك العشاء برسم كاريكاتوري رسمه ديمقراطيو ماريلاند جلست فيه إديث بين زوجها وواشنطن. أُعيدت طباعة الرسوم الكاريكاتورية على نطاق واسع، وقالت ديبورا ديفيس إن هذه كانت المرة الأولى التي تتواجد فيها سيدة أولى في رسم كاريكاتوري.
ضمن العشاء مكانة واشنطن باعتباره الشخصية السوداء البارزة والمتحدث باسم الولايات المتحدة. تعتقد ديبورا ديفيس أن إديث أُعجِبت ببوكر تي واشنطن. كتب ثيودور روزفلت إلى واشنطن في رسالة في مارس 1901: «سُرِرنا أنا والسيدة روزفلت بكتابك».
ذكر كاتب السيرة الذاتية لويس غولد أن القراءة المتأنية لمراسلات إديث الخاصة تكشف عن آراء عنصرية تتجاوز ما يسميه التعصب اللطيف في عصرها. أدت «السيدتين تورنو وليتش» عرضًا غنائيًا في البيت الأبيض في عامي 1902 و1903. تخصصت السيدتان بأغاني السود، فقال لويس غولد إن إديث روزفلت أمتعت «الضيوف بقوالب نمطية لحنية بسيطة تصور أقلية عرقية مضطهدة» من خلال عرض هؤلاء الفنانتين.

## روابط خارجية
- إديث روزفلت على موقع الموسوعة البريطانية (الإنجليزية)
- إديث روزفلت على موقع إن إن دي بي (الإنجليزية)